# HMS Seraph (P219)
Le HMS Seraph (numéro P219) est un sous-marin de la classe S de la Royal Navy britannique qui servit de 1942 à 1962. Pendant la Seconde Guerre mondiale, il a mené un grand nombre d'opérations de renseignement ou soutenu des opérations spéciales.

## Historique
Sa construction débuta le 16 août 1940 aux chantiers navals Vickers-Armstrongs de Barrow-in-Furness dans le nord-ouest de l'Angleterre. Le sous-marin fut lancé le 25 octobre 1941 et mis en service le 27 juin 1942.

### Opération Flagpole

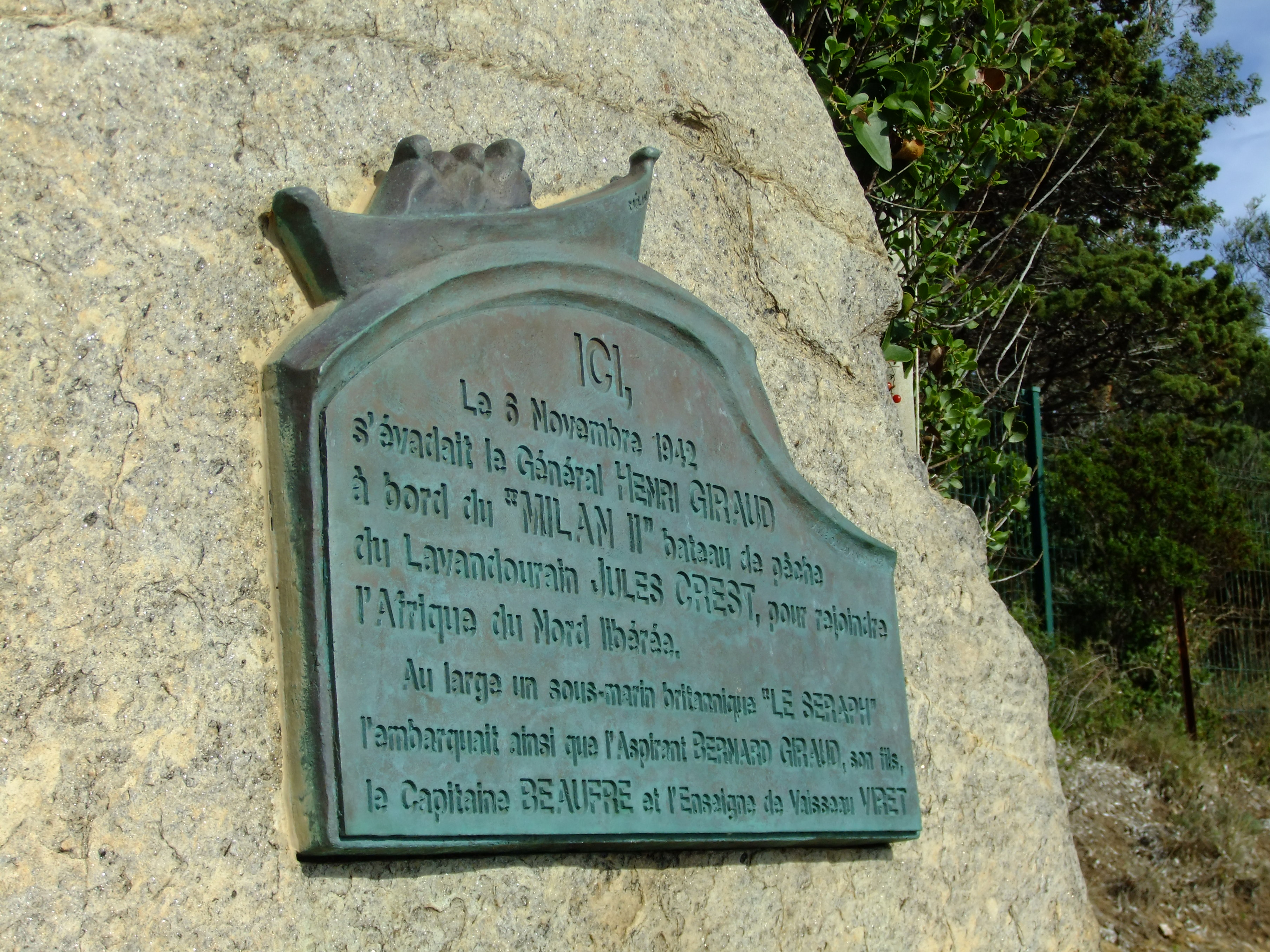
Stèle de l' évasion du général Giraud à bord du Seraph.

Il transporte l'adjoint du général Dwight Eisenhower, le général Mark W. Clark et d'autres généraux et officiers américains, à Messelmoun sur la côte algérienne les 21 et 22 octobre 1942 pour mener des négociations secrètes avec les officiers français du Régime de Vichy avant le débarquement allié en Afrique du Nord.
C'est également le Seraph qui transporte le général Giraud du Lavandou à Gibraltar en novembre 1942.

### Opération Mincemeat
L'opération Mincemeat (« viande hachée ») était un plan britannique organisé par le Système Double Cross durant la Seconde Guerre mondiale destiné à convaincre le Grand quartier général allemand (OKW) que les Alliés envahiraient les Balkans et la Sardaigne au lieu de la Sicile, qui était leur réel objectif.
Il s'agit de faire croire aux Allemands qu'ils ont intercepté des documents hautement confidentiels qui détaillent avec précision les futurs plans d'invasion des Balkans et de la Sardaigne, afin d'éloigner de la Sicile — véritable objectif des Alliés — les troupes allemandes. Ce fut un succès, car la Wehrmacht transféra ailleurs des divisions de l'île et permit aux Alliés de réussir en douceur leur débarquement. Cette histoire fut plus tard rapportée dans un livre puis un film sous le nom de L'Homme qui n'a jamais existé.
Le HMS Seraph est utilisé pour le transport du corps du « major Martin », dans une boîte en acier scellée. Il stoppé au large d'une plage de Huelva sur la côte espagnole ; le cadavre est mis en mer, pour qu'il dérive jusqu'à la plage.

### Désarmement
Il est désarmé le 25 octobre 1962 et envoyé à la ferraille en décembre 1965. Une partie de son château est conservé à la Citadelle, le collège militaire de Caroline du Sud à Charleston, dont Clark fut le président de 1954 à 1965.

## Source
- (en) Cet article est partiellement ou en totalité issu de l’article de Wikipédia en anglais intitulé « HMS Seraph (P219) » (voir la liste des auteurs).